# Murston
Murston är en stadsdel i Sittingbourne, i distriktet Swale, i grevskapet Kent, i England. Ward hade 6 943 invånare år 2021. Murston var en civil parish fram till 1930 när blev den en del av Sittingbourne and Milton och Luddenham. Civil parish hade 1 603 invånare år 1921.